# Francesco Venturini
Francesco Venturini (ur. ok. 1675 prawdopod. w Brukseli, zm. 18 kwietnia 1745 w Hanowerze)  – niemiecki kompozytor i skrzypek okresu baroku, pochodzenia walońskiego lub francuskiego .

## Życiorys
W 1698 został skrzypkiem w kapeli książęcej w Hanowerze, gdzie rok wcześniej się ożenił. O jego wcześniejszym życiu i kraju pochodzenia, nie wiadomo nic pewnego. Czy pochodzi z Włoch, na co by mogło wskazywać jego nazwisko, nie jest pewne. Pewne wskazówki sugerują, że pochodzi z terenu dzisiejszej Belgii – w księdze chrztów dał swoim synom przydomek Bruxellensis (z Brukseli). Muzyki uczył go prawdopodobnie jego francuski poprzednik, Jean-Baptiste Farinel (1655–1726). W Hanowerze awansował do roli kapelmistrza książęcego w roku 1714 i sprawował tę funkcję aż do śmierci. Jego synowie i – prawdopodobnie – wnuk byli później aktywni na polu muzycznym w okolicach Hanoweru.
Francesco Venturini był w swoim czasie cenionym kompozytorem. Napisał koncerty kameralne i kompozycje w formie suity. Jego koncerty op. 1 z roku 1715 wydał Estienne Roger w Amsterdamie, co pozwala wnioskować o ich ówczesnym znaczeniu.